# Красна Лука
Красна Лука (слч. Krásna Lúka) насељено је мјесто са административним статусом сеоске општине (слч. obec) у округу Сабинов, у Прешовском крају, Словачка Република.

## Становништво
| Година:    | 1994. | 2004.   | 2014.   | 2024.   |
| ---------- | ----- | ------- | ------- | ------- |
| Број људи: | 692   | 743     | 705     | 647     |
| Разлика:   |       | +7,36 % | -5,11 % | -8,22 % |

| Година:    | 2023. | 2024.   |
| ---------- | ----- | ------- |
| Број људи: | 640   | 647     |
| Разлика:   |       | +1,09 % |

Према подацима о броју становника из 2011. године насеље је имало 725 становника.